# Guerra mahdista

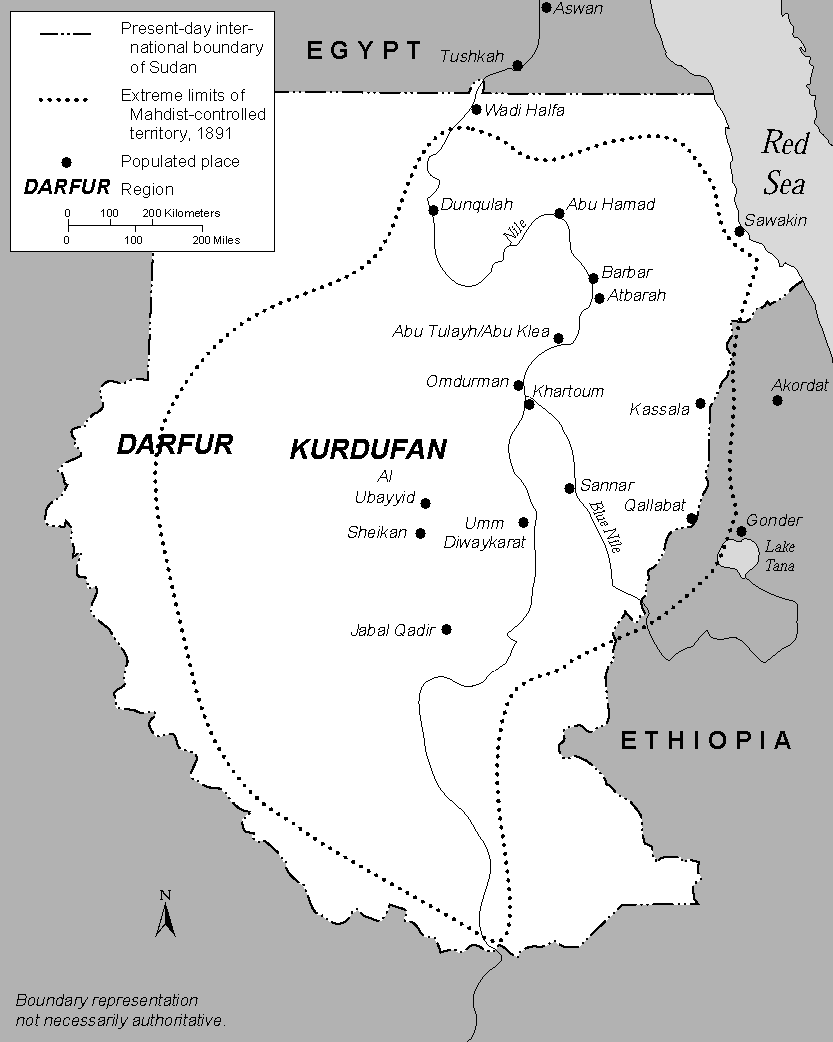
Lo stato mahdista

La guerra mahdista fu un conflitto di fine XIX secolo che vide i ribelli sudanesi (soprannominati "dervisci"), seguaci di Muhammad Ahmad (il "Mahdi") e dei suoi successori, combattere contro le forze anglo-egiziane, etiopi ed italiane.
Il Regno Unito approfittò poi degli eventi contingenti per invadere il Sudan, e in conseguenza proclamare il condominio del Sudan Anglo-Egiziano.

## L'invasione del Sudan di Mehmet Ali
Nel 1819, Mehmet Ali – di fatto governatore dell'Egitto ottomano – invase il Sudan del nord. Il controllo egiziano fu considerato come negativo sia dalla popolazione, sottoposta ad un sistema oppressivo, sia dai mercanti arabi, per via delle tasse elevate e dei vari tentativi egiziani di regolamentare la tratta degli schiavi ed il commercio dell'avorio.
Alla fine degli anni 1870, Muhammad Ahmad – un asceta musulmano che aveva trovato rifugio sull'isola di Aba, sul Nilo bianco - iniziò a predicare a Kharṭūm e in altri centri urbani, chiedendo il rinnovamento della fede islamica, la liberazione della terra sudanese e il ritorno alle strutture di governo previste dal Corano. Una volta che i suoi seguaci raggiunsero un numero ragguardevole, Ahmad si proclamò mahdi (1881), il redentore dell'Islam, che la tradizione islamica vuole debba comparire verso la fine dei tempi per ripristinare il primitivo puro Islam. Il governatore del Sudan, Raʾūf Pascià, decise di arrestare Ahmad e mandò due compagnie di fanti a Abba. I soldati governativi non furono capaci di arrestare il ricercato e subirono invece una cocente sconfitta da parte dei seguaci di Ahmad.
Il mahdi, così come venne da allora in poi chiamato, si ritirò quindi nel Kordofan per riorganizzare i suoi uomini. Nel Kordofan il mahdi dichiarò il jihād (impegno - talvolta anche armato - obbligatorio) contro l'oppressore turco. La notte del 9 dicembre, a Fascioda, le truppe mahdiste attaccarono il campo egiziano e sconfissero il corpo di spedizione. L'attacco permise la conquista di armi, munizioni, divise e scorte alimentari di cui i ribelli avevano un grande bisogno.
Un risultato simile si ebbe con la battaglia del 7 giugno 1882, quando le truppe di Yūsuf Pascià, almeno 4 000 uomini, vennero sconfitte dagli anṣār – alleati – mahdisti. I britannici presenti in Sudan decisero di lasciare il paese, mentre una guarnigione egiziana si asserragliò a Khartum, il centro amministrativo del Sudan. Il gruppo degli anṣār continuò a crescere e presto il mahdi si trovò nella posizione di poter controllare tutto il Sudan. Il mahdi morì nel 1885 di tifo, i suoi tre successori non riuscirono a tenere unita la rivolta e soccombettero agli attacchi britannici.

## La guerra

### I primi scontri e la spedizione di Hicks
Dopo i primi scontri tra soldati egiziani e le truppe del mahdi, la situazione militare in Sudan si fece improvvisamente seria. William Hicks, un ufficiale britannico in pensione, venne messo a capo di una debole forza militare che da Khartum doveva raggiungere Al Ubayyid per liberarla dalla morsa mahdista. Dopo una marcia forzata, Hicks attaccò le forze mahdiste il 3 novembre 1883. Il mahdi aveva comunque avuto il tempo di riarmare e preparare i propri anṣār, che erano ormai giunti ad essere più di 40 000 Hicks venne battuto e le sue forze distrutte nella battaglia di Al Ubayyid che ebbe termine il 5 novembre.

### La spedizione di Gordon Pascià

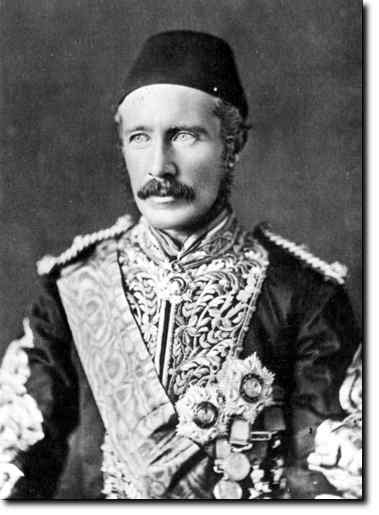
Charles Gordon, governatore britannico del Sudan

Nel frattempo i britannici erano riusciti ad aumentare la loro influenza sul governo egiziano. A loro venne affidato il controllo di tutte le spese dell'amministrazione egiziana. Visto l'andamento della guerra in Sudan, e il livello di indebitamento estero dell'Egitto, i soldati di sua maestà britannica suggerirono un ritiro totale dalle guarnigioni sudanesi. Per dirigere l'evacuazione venne scelto Charles George Gordon, un ufficiale esperto e di indubbie capacità militari. Molti si opposero alla nomina, facendo notare che Gordon era un uomo rigido, onorevole sì, ma anche poco pronto a cercare il compromesso, una qualità che sarebbe stata utile in Sudan.
Gordon Pascià partì dal Regno Unito nel gennaio 1884 e giunse a Khartum il 18 febbraio seguente. Tre guarnigioni lungo il fiume Nilo (Sennar, Tokar, e Sinkat) erano sotto assedio. Gordon non aveva le possibilità pratiche di assistere quelle guarnigioni. Il generale britannico si impegnò quindi nell'evacuazione di Khartum, che contava allora 34 000 abitanti, compresi i 7 000 soldati egiziani di guarnigione. La decisione venne però messa in crisi dal sollevamento delle tribù arabe che abitavano a nord da Khartum. Queste si erano sino ad allora mantenute neutrali. Nel marzo 1884, esse si allearono al mahdi e tagliarono i fili del telegrafo tra Khartum e l'Egitto. Gordon rimase isolato dal comando britannico al Cairo e non poté organizzare l'evacuazione della città.
Allo stesso tempo Gordon aveva una posizione tattica notevole. La città di Khartum, posta nella zona triangolare delimitata dalla confluenza nel Nilo dei suoi due tributari Nilo bianco e Nilo Azzurro, era protetta su quei tre lati dal Nilo, e a sud da una fortificazione. In città c'erano scorte alimentari per sei mesi e armi a sufficienza per sostenere un lungo assedio. Gordon non riuscì tuttavia a sostenere il morale e contrastare efficacemente l'epidemia di tifo. Khartum cadde il 25 gennaio 1885.
Garnet Wolseley, ufficiale britannico di stanza in Egitto, venne mandato con alcune vaporiere ad aiutare Gordon. Le condizioni del Nilo rallentarono la spedizione, che riuscì ad arrivare in vista di Khartum solo due giorni dopo la sua caduta, potendo solo constatare che la città era caduta, e dovette tornare indietro.
Anche il mahdi morì di tifo poco dopo la vittoria di Khartum. Il suo successore, il khalīfa ʿAbd Allāh ibn Taʿāysh, prese in mano il governo dello Stato mahdista e si dimostrò un capace amministratore. Con la caduta di Khartum l'Egitto perse il controllo del Sudan. Anche il Regno Unito perse la sua influenza sul paese africano, una regione che era nelle mire coloniali della superpotenza del tempo. Non esistevano comunque le premesse per una riconquista del Sudan.

### L'invasione e la vittoria britannica in Sudan
Nel 1891 padre Giuseppe Ohrwalder, un missionario cattolico che aveva lavorato con il vescovo missionario italiano Daniele Comboni, riuscì a sfuggire dalla prigionia mahdista. Sotto pressione dei militari britannici di stanza a il Cairo, padre Ohrwalder scrisse un resoconto dettagliato della sua prigionia. Egli offrì così, senza accorgersene, sia preziosi dettagli militari che l'occasione di riaprire il dibattito per la conquista del Sudan. Il libro di Ohrwalder venne tradotto in inglese ed ebbe una vasta diffusione nel Regno Unito. Nel 1895, Rudolf Carl von Slatin, ex governatore del Darfur, fuggì dalle prigioni sudanesi e raggiunse l'Egitto. Anche von Slatin scrisse un resoconto della sua prigionia.
Agli inizi del 1896 il governo britannico giunse alla decisione di invadere il Sudan, allo scopo di conquistare la regione e bloccare l'espansione dell'impero coloniale francese che potendo contare su una presenza nel Ciad, si sarebbe potuto espandere nel Darfur e indebolire l'egemonia britannica nel nord e nell'est dell'Africa. Horatio Herbert Kitchener, comandante in capo delle armate anglo-egiziane, venne incaricato di riprendere Khartum. Il 18 marzo 1896 Kitchener entrò in Sudan con 11 000 uomini armati delle armi più moderne e sostenuto da una flottiglia di barconi dotati di mitragliatrici e cannoni. Il 7 giugno Kitchener raggiunse Ferkeh, una guarnigione lungo il fiume Nilo in mano alle forze mahdiste. La battaglia di Ferkeh venne vinta facilmente dal generale britannico, che procedette lungo il fiume in maniera metodica. La ferrovia dal Cairo venne estesa a Wadi Halfa, permettendo l'arrivo di nuove truppe e approvvigionamenti. Agli inizi del 1898 Kitchener disponeva di oltre 25 000 uomini. Alla battaglia di Atbara (aprile 1898) le forze mahdiste (60 000 uomini, ma mal armati) vennero battute, permettendo quindi la marcia di Kitchener verso Omdurman, la città che sorge di fronte a Khartum e che era stata trasformata nella capitale dello Stato mahdista. La battaglia di Omdurman ebbe luogo nel settembre 1898, e fu vinta dai britannici grazie all'uso delle mitragliatrici Maxim. Dopo il superamento della crisi di Fascioda, la vittoria britannica costrinse il khalīfa ʿAbd Allāh al-Taʿāysh a fuggire verso il sud, dove morì durante la battaglia di Umm Diwaykarat, il 24 novembre 1899.
I britannici divennero i nuovi governatori del Sudan, sebbene una parvenza di codominio con gli egiziani sia rimasta in vigore fino all'indipendenza del paese nel 1956; infatti Sudan Anglo-Egiziano fu il nome ufficiale del paese per tutto il periodo.

## La campagna italiana contro i dervisci

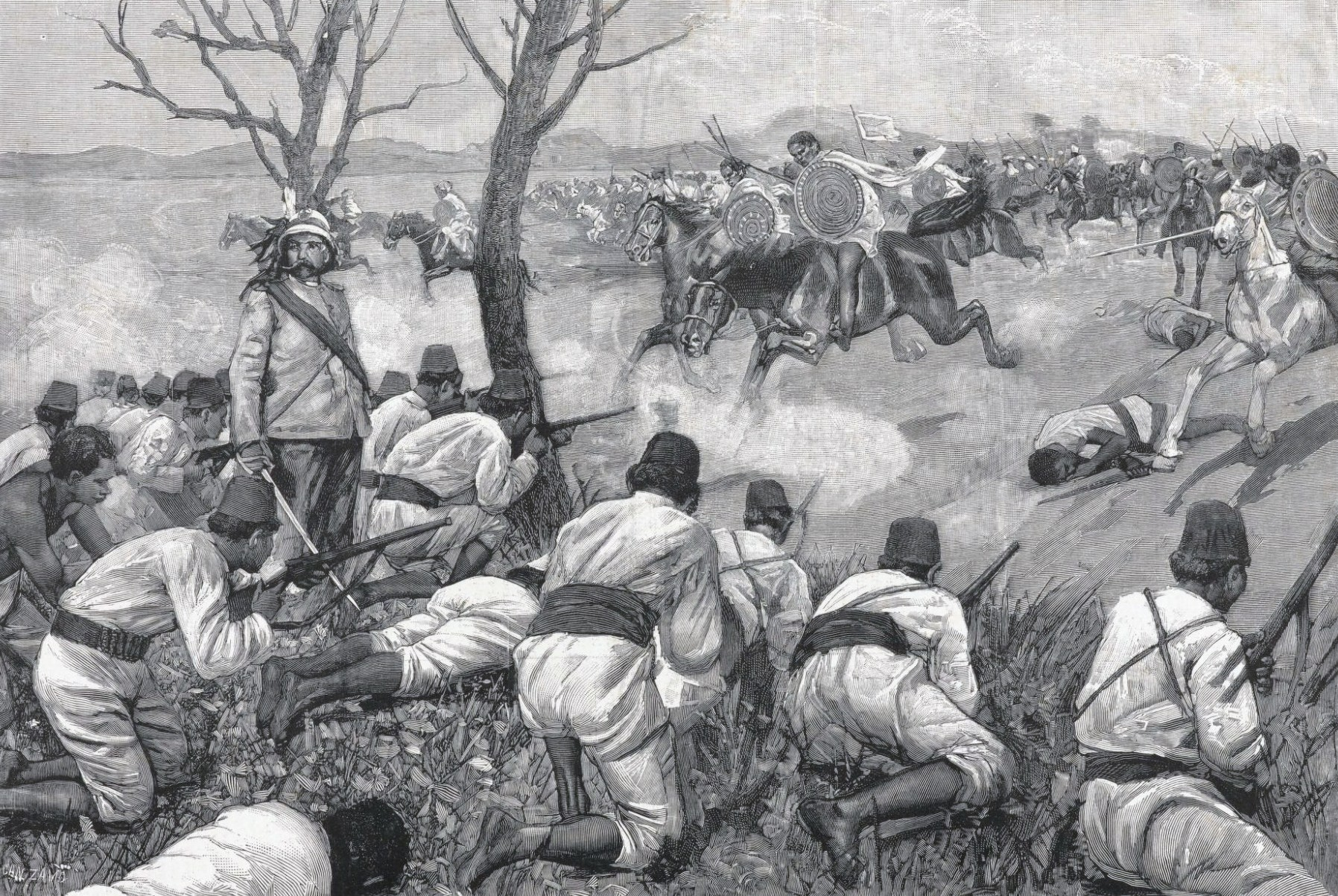
Àscari italiani affrontano dei cavalieri mahdisti presso Tucruf, in Sudan.

Già negli anni precedenti l'Italia aveva ricevuto il beneplacito britannico all'occupazione delle coste eritree e somale proprio in funzione anti-mahdista. Cacciati i reparti britannici ed egiziani, i ribelli mahdisti del Sudan iniziarono a cercare di aprirsi una via verso il Mar Rosso, penetrando nei confini della colonia italiana d'Eritrea.
Dopo alcune schermaglie di confine ad Agordat il 27 giugno 1890 e a Serobeti il 16 giugno 1892, un'armata mahdista forte di 10 000 uomini e comandata da Ahmed Wad Alì, emiro di Gheraref, invase la colonia nel dicembre del 1893. Il 21 dicembre, l'armata venne affrontata dalle truppe del generale Giuseppe Arimondi, composte da 2 200 uomini (in gran parte ascari), che inflissero ai mahdisti una dura sconfitta nella piana di Agordat, in quella che fu a tutti gli effetti la prima indiscussa vittoria del Regio Esercito italiano. Il 16 luglio 1894, il governatore della colonia, generale Oreste Baratieri, condusse personalmente una colonna di 2 600 tra ascari ed italiani verso la città sudanese di Cassala, conquistandola dopo un breve combattimento; a Cassala venne lasciato un presidio al comando del maggiore Domenico Turitto, mentre Baratieri con il grosso delle truppe rientrò in Eritrea. Nelle intenzioni degli italiani, Cassala doveva fare da trampolino di lancio per una campagna contro lo stato mahdista da tenersi in collaborazione con i britannici, ma questi ultimi rifiutarono l'aiuto italiano, temendo che esso celasse mire espansionistiche in Sudan.
I mahdisti tentarono di riconquistare la città nel febbraio del 1896, approfittando del fatto che il grosso delle truppe italiane si trovava impegnato nella guerra d'Abissinia, muovendo sulla città un'armata forte di 4 000 fanti e 1 000 cavalieri al comando dell'emiro Ahmed Fadl, con alcuni vecchi cannoni catturati agli egiziani. Il 31 marzo giunse a Cassala una colonna di rinforzi partita da Agordat al comando del colonnello Stevani. Nella notte del 2 aprile la colonna tentò un attacco contro il monte Mokram, da cui sparavano i cannoni sudanesi; dopo un'azione piuttosto confusa, alle prime luci dell'alba del 3 aprile i madhisti abbandonarono il monte e ripiegarono sul loro accampamento fortificato presso il villaggio di Tucruf, a nord di Cassala. Quello stesso giorno il grosso della guarnigione italiana lasciò la città e caricò le posizioni madhiste, ma le numerose perdite convinsero il colonnello Stevani a sospendere l'azione e a riportare le truppe a Cassala, respingendo strada facendo alcune incursioni della cavalleria sudanese. Temendo un nuovo attacco, la notte del 7 marzo i dervisci sgombrarono Tucruf e levarono l'assedio alla città. La guarnigione italiana di Cassala venne ritirata nel dicembre del 1897, quando la città venne restituita agli anglo-egiziani.

## Nella cultura di massa
La guerra mahdista è stata descritta in opere contemporanee (J. Ohrwalder, I miei dieci anni di prigionia - Rivolta e regno del Mahdi in Sudan, pubblicato in Italia dalla EMI di Bologna), ma è anche stata al centro di vari libri d'avventura (Le quattro piume di Alfred Edward Woodley Mason e La luce che si spense di Rudyard Kipling). Da queste opere sono stati tratti alcuni film.
Da non dimenticare La favorita del Mahdi di Emilio Salgari, romanzo d'avventura ambientato proprio nell'ambito della guerra stessa.
L'assedio di Karthum è al centro del fumetto L'uomo del Nilo della serie Un uomo un'avventura, in cui un giornalista inglese va alla disperata ricerca di rinforzi per salvare Gordon Pascià.
Ultimo in ordine di tempo è il romanzo Il trionfo del sole di Wilbur Smith (2005), un romanzo che ha come sfondo la guerra del Mahdi.

## Filmografia
- Le quattro piume (The Four Feathers) di René Plaissetty (1921) - Film muto
- Le quattro piume (The Four Feathers) di Zoltán Korda (1939)
- Tempesta sul Nilo (Storm Over the Nile) di Zoltán Korda (1955)
- La rivolta del Sudan (East of Sudan), regia di Nathan H. Juran (1964)
- Khartoum, film britannico del 1966 diretto da Basil Dearden, dove il ruolo di Gordon Pascià è interpretato da Charlton Heston.
- Gli anni dell'avventura (Young Winston) (1972) diretto da Richard Attenborough.
- Le quattro piume (2002) diretto da Shekhar Kapur, con Heath Ledger, Wes Bentley e Djimon Hounsou.